# バス・テール島
バス＝テール島（バス＝テールとう、île de la Basse-Terre）とは、カリブ海は小アンティル諸島にあるフランス領グアドループ島を形成している島である。
カリブ語（en）で、『美しい水の島』を意味するカルケラ（Karukera）と呼ばれていた。
バステール島は西側にあり、すぐ隣にある東側のグランド・テール島とは狭い水路の川を挟んで、グアドループ島を結成している。火山性の山がちな島で、島の中央部は山岳地帯となっている。最高峰は標高1,467 mのスフリエール山。グアドループ国立公園（fr）がある。多くの温泉がわき出ている。海岸は火山性特有の黒色の海岸が多い。
中心地はグアドループの主都でもあるバステールである。
ヘラクレスオオカブトの原名亜種であるヘラクレス・ヘラクレスの著名な産地として知られるが、2016年現在は保護のため採集禁止となっている。